# Xbox Game Pass
Xbox Game Pass, noto semplicemente come Game Pass, è un servizio per videogiochi erogato da Microsoft a partire dal 1º giugno 2017, utilizzabile sulle console Xbox Series X, Xbox Series S, Xbox One X, Xbox One S e tutti i computer che adottano i sistemi operativi di Windows 10 e Windows 11.
Descritto dalla rivista Forbes come «un Netflix per i videogiochi», il servizio garantisce agli utenti l'accesso ad un ampio catalogo di videogiochi tramite il pagamento di un abbonamento mensile.

## Storia
Il 28 febbraio 2017 Microsoft ha annunciato l'imminente creazione di Xbox Game Pass e ha reso disponibile un catalogo limitato di videogiochi per alcuni membri selezionati dalla propria community, in modo tale da raccogliere pareri ed opinioni; il 1º giugno 2017 il servizio è stato aperto a tutti gli abbonati ad Xbox Live Gold.
L'11 giugno 2017, durante una conferenza stampa all'Electronic Entertainment Expo, Microsoft ha annunciato che alcuni videogiochi per Xbox e Xbox 360 sarebbero stati resi disponibili tramite una nuova funzione di retrocompatibilità; in una successiva intervista, Phil Spencer ha affermato che alcuni di quei titoli sarebbero potuti essere introdotti anche su Game Pass.
Il 23 gennaio 2018 è stato annunciato che Game Pass avrebbe ospitato tutti i videogiochi sviluppati da Xbox Game Studios a partire dal giorno stesso della loro pubblicazione; il 28 marzo 2018 Sea of Thieves è stato il primo titolo di Xbox Game Studios ad apparire su Game Pass.
Phil Spencer ha dichiarato che l'intento di Microsoft con Xbox Game Pass è di renderlo disponibile su molti dispositivi, inclusi quelli dei concorrenti. Spencer ha dichiarato: "Vogliamo portare il Game Pass su qualsiasi dispositivo su cui qualcuno vorrebbe giocare. . . Non solo perché è la nostra attività, ma anche perché il modello di business consente alle persone di consumare e trovare giochi a cui non avrebbero giocato in nessun altro spazio. " Microsoft ha annunciato a maggio 2019 che Xbox Game Pass sarebbe arrivato per i computer con Windows 10, portando oltre 100 giochi dagli studi Microsoft e da terze parti al momento del lancio.
Il 18 aprile 2019 Microsoft ha annunciato il Xbox Game Pass Ultimate, un pacchetto che unisce il Game Pass e l'Xbox Live Gold in un unico abbonamento. Il giorno stesso è stato reso disponibile per gli Xbox Insiders per testarlo fino al 9 Giugno 2019 quando Microsoft ha annunciato il Game Pass per PC iniziandone una versione beta pubblica.
Nel secondo trimestre del 2020, Microsoft ha rivelato che il servizio ha oltre 10 milioni di abbonati.
Ad agosto 2020 è stato leggermente rivisitato il logo, ora privo della scritta "Xbox" pur mantenendo invariata la propria denominazione.
il 15 settembre 2020 xCloud è incluso per gli abbonati a Xbox Game Pass Ultimate, il che aggiunge la possibilità di giocare in cloud gaming su dispositivi Android selezionati. Altri dispositivi mobili, inclusi quelli iOS, sarebbero stati aggiunti in seguito.
Microsoft ha collaborato con Electronic Arts (EA) in modo che entro la fine del 2020 gli abbonati a Game Pass avranno avuto accesso ai titoli disponibili con un abbonamento a EA Play per ottenere l'accesso a numerosi titoli EA.
Il 21 settembre 2020 dopo l'annuncio dell'acquisizione di ZeniMax da parte di Microsoft, hanno dichiarato che Xbox Game Pass aveva 15 milioni di abbonati.

## Paesi compatibili
Xbox Game Pass è disponibile nei seguenti paesi:
- Arabia Saudita
- Argentina
- Australia
- Austria
- Belgio
- Brasile
- Canada
- Cile
- Colombia
- Corea del Sud
- Danimarca
- Emirati Arabi Uniti
- Finlandia
- Francia
- Germania
- Giappone
- Grecia
- Hong Kong
- India
- Irlanda
- Israele

- Italia
- Messico
- Nuova Zelanda
- Norvegia
- Paesi Bassi
- Polonia
- Portogallo
- Russia
- Regno Unito
- Rep. Ceca
- Singapore
- Slovacchia
- Sudafrica
- Spagna
- Stati Uniti
- Svezia
- Svizzera
- Taiwan
- Turchia
- Ungheria